# Kostel svatého Jakuba Většího (Sněžná)
 Kostel svatého Jakuba Většího je poutní římskokatolický, dříve filiální kostel ve Sněžné, místní části města Kraslice v okrese Sokolov v Karlovarském kraji. Kostel se nachází přibližně 2,5 km jihozápadně od Kraslic. Okolo kostela rostou památné stromy Sněženské lípy.
Od roku 1963 celý areál kostela spolu s kaplí Božího hrobu chráněn jako kulturní památka České republiky.

## Historie
Přesná doba vzniku není známa, nejspíše zde stojí od samého počátku existence vsi, tedy od konce 13. století.
První písemná zmínka pochází z roku 1508, kdy kostel patřil pod diecézi v Regensburgu a je uváděn ve vizitační zprávě. Je zde zřejmá vazba na mnišský cisterciácký řád z waldsassenského kláštera. V první polovině 17. století byl na obvodových zdech středověké stavby postaven nový kostel, současnou barokní podobu získal svatostánek kolem roku 1720. Po skončení druhé světové války došlo k odsunu německého obyvatelstva a kostel postupně chátral. Na chátrání se podílela i odlehlost kostela. K záchraně kostela došlo v devadesátých letech 20. století.
Kostel spolu s kaplí sv. Kříže tvoří přírodní kout ticha, zamyšlení a možné meditace.

## Architektura
Původní, raně gotická stavba byla dřevěná, dlouhá pouhých 16 metrů. Současná barokní podoba je jednolodní obdélná stavba s polygonálním presbytářem v šíři lodi. Stěny presbytáře jsou členěny vpadlými poli. Kostel má sedlovou střechou pokrytou šindelem. Nad západním průčelím se zvedá sanktusová věž zakončená malou cibulovou bání. Nad presbytářem je obdobná věžička s jehlanovitým zakončením. Kolem kostela byla vybudována kamenná zeď, která ohraničovala hřbitov. Na hřbitově se pohřbívalo až do roku 1883.

## Interiér

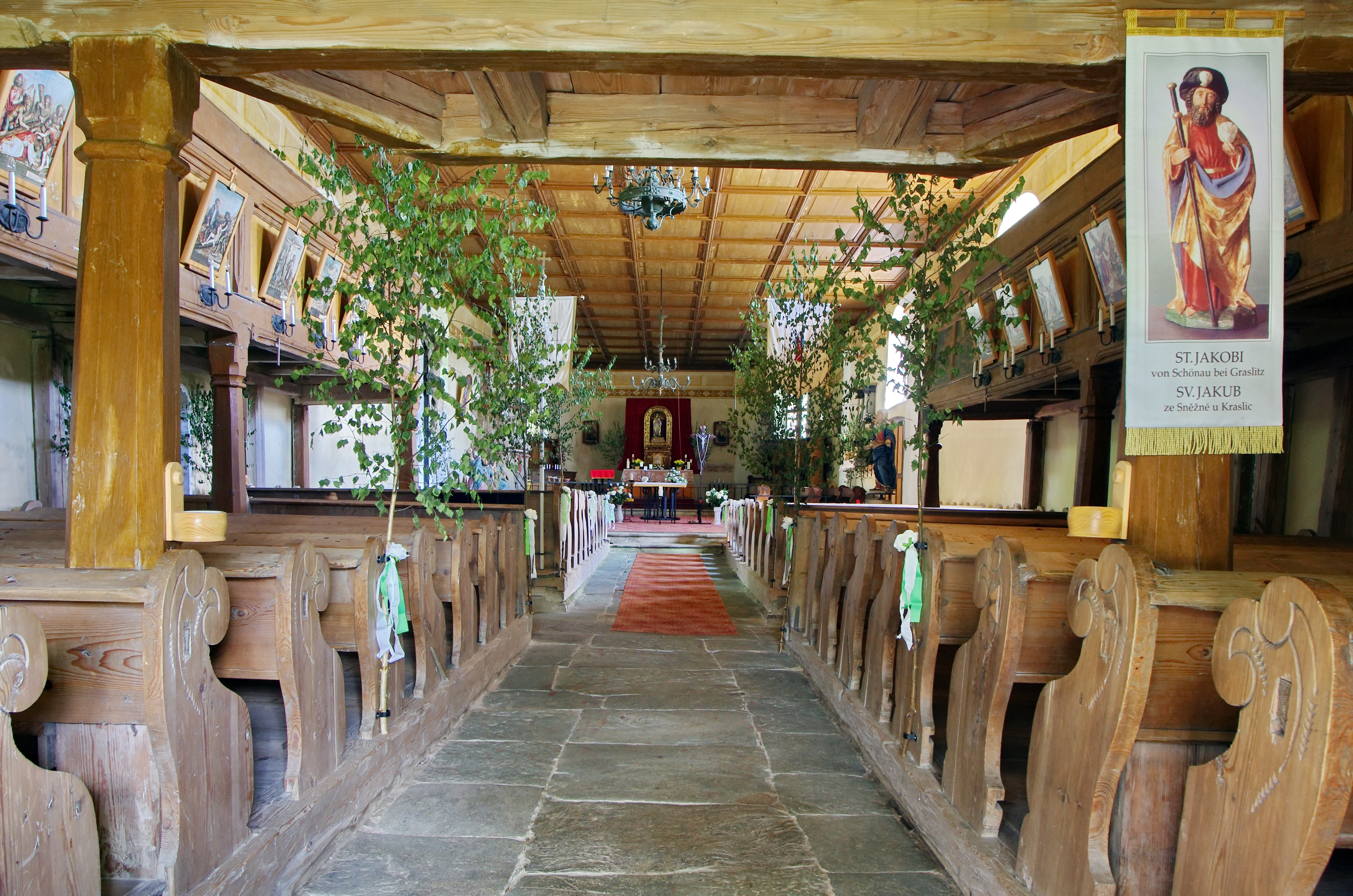
Interiér kostela

Při vstupu do kostela zaujme na první pohled dřevěný táflovaný strop. Tříramenná kruchta a její nosné sloupy jsou rovněž ze dřeva. Mnohé umělecké artefakty, které byly vytvořeny přímo pro tento kostel, však byly zničeny či rozkradeny. Mezi ně patří i hlavní oltář, řezbářské dílo vrcholného baroka s bohatou architekturou vytvořenou z akantových listů. Tato kompozice byla doplněna o figury andílků, v edikule stávala středověká socha sv. Jakuba Většího. Na evangelní straně se nachází téměř v životní velikosti barokní řezby Olivetské hory. Na epištolní straně, je tzv. hornický oltář s pozdně barokní sochou Panny Marie Bolestné. Socha bývala původně ve starém, dnes již neexistujícím kostele v Kraslicích. Do interiéru kostela se dostala až později. V kostele je rokoková kazatelna z roku 1800. Figurální výzdoba kazatelny byla ukradena po roce 1990. V kostele bývaly kdysi také dva barokní dřevěné relikviáře sv. Floriána a sv. Rocha. Byly to kvalitní barokní práce ze třicátých let 18. století. Na kruchtě jsou dva zajímavé obrazy, jež představují výjevy z pověstí o založení kostela. Jejich autorem je kraslický malíř Andreas Dietz (1778-1857). Na čelní straně kruchty je obraz s námětem Poslední večeře.

## Poutní tradice
Poutní tradice na Sněžné získala na významu v průběhu 17. století. Tu podpořil i majitel panství Jan Hartvík Nostic, který poddaným na panství nařídil v sobotu 25. července 1671, na svátek sv. Jakuba Většího, vykonat náboženskou pouť do Sněžné. Uctívána je zde socha sv. Jakuba Většího, pozdně gotické dílo z lipového dřeva. O této soše se také zmiňuje tzv. farářská relace z roku 1676. Stáří sochy sv. Jakuba je většinou kladeno do období kolem roku 1500. Původně byla umístěna ve skříni oltářního nástavce, nyní je z bezpečnostních důvodů mimo kostel. Ke kostelu vedla křížová cesta od Sněženského vrchu. Roku 1905 zde byly vztyčeny sloupky a do nich umístěny železné reliéfy všech čtrnácti zastavení. Ty byly odlity v železárně v Šindelové. Od padesátých let 20. století docházelo k jejich zničení, poslední zastavení stálo ještě v roce 1963. Zastavení dokumentují už jen dobové fotografie.

## Galerie

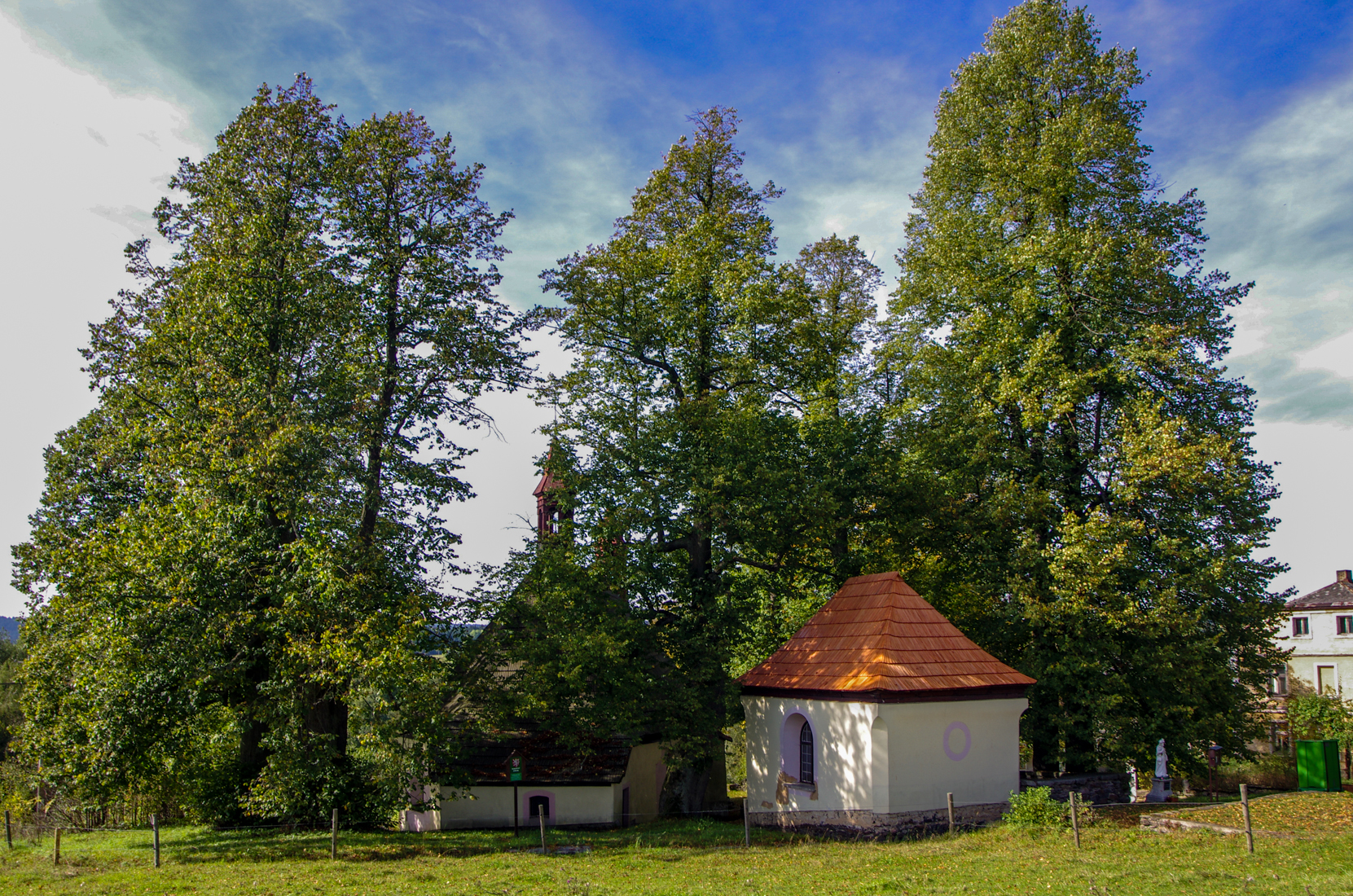
Pohled na kostel a kapli Božího hrobu
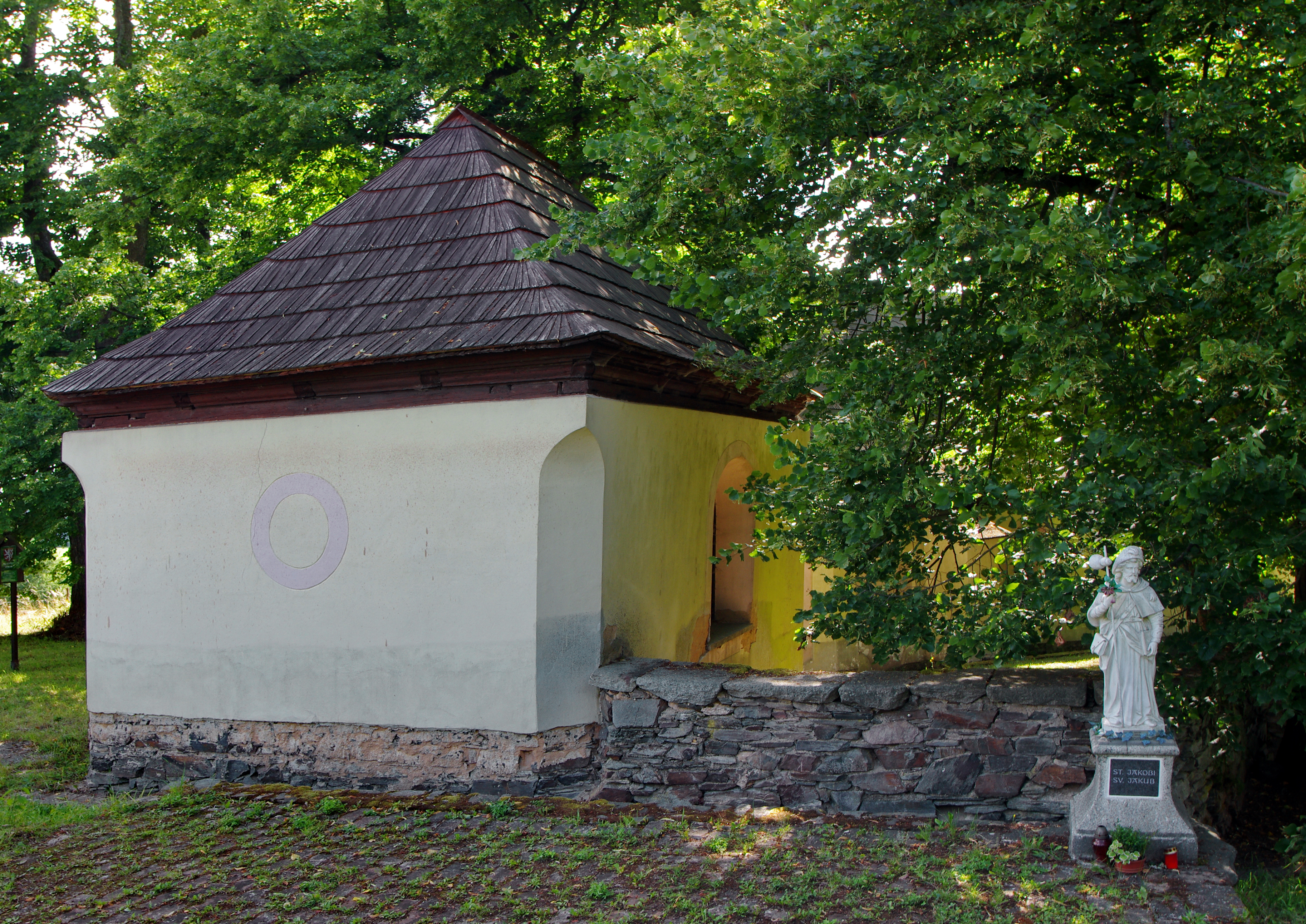
Kaple Božího hrobu
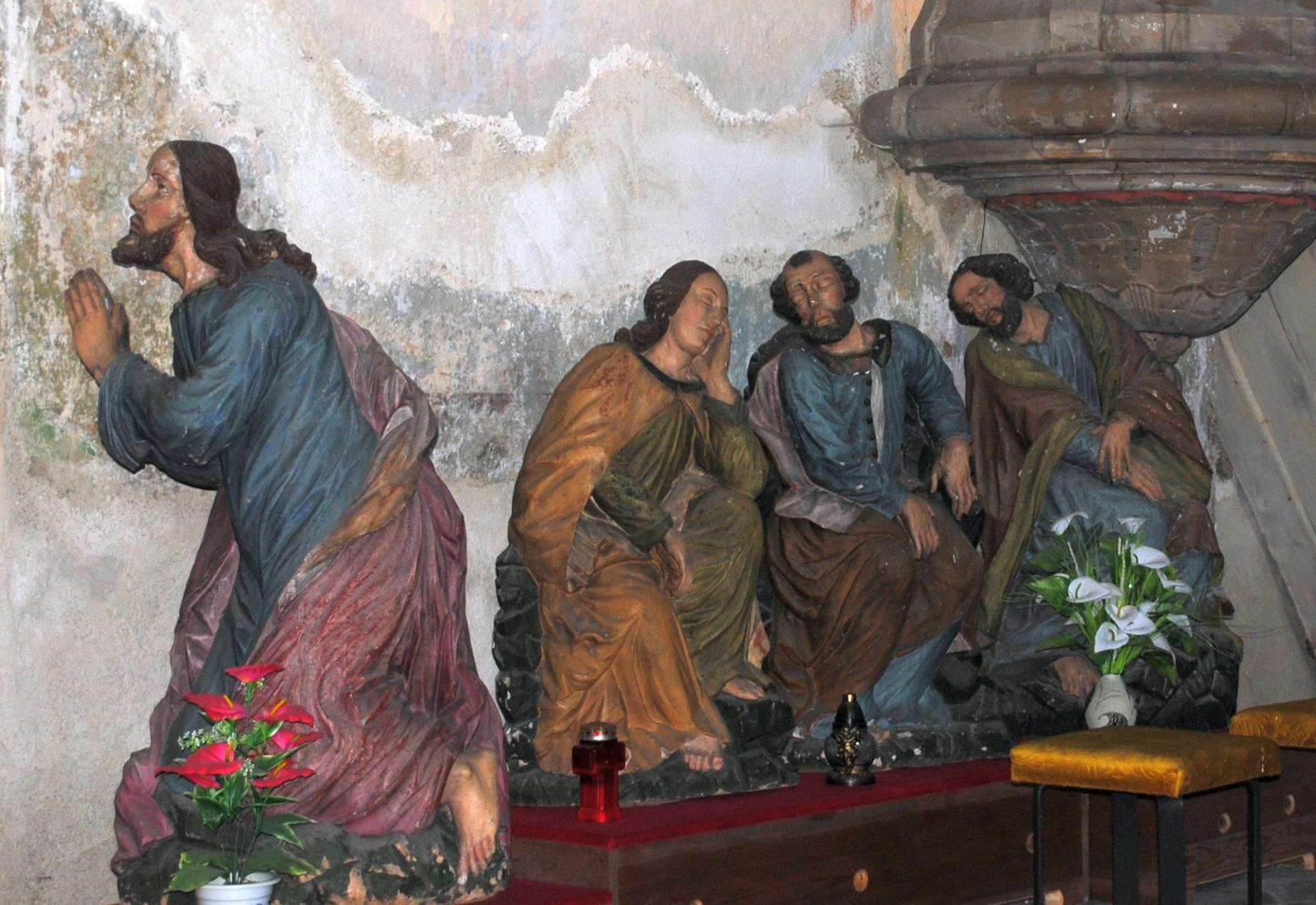
Figury Olivetské hory
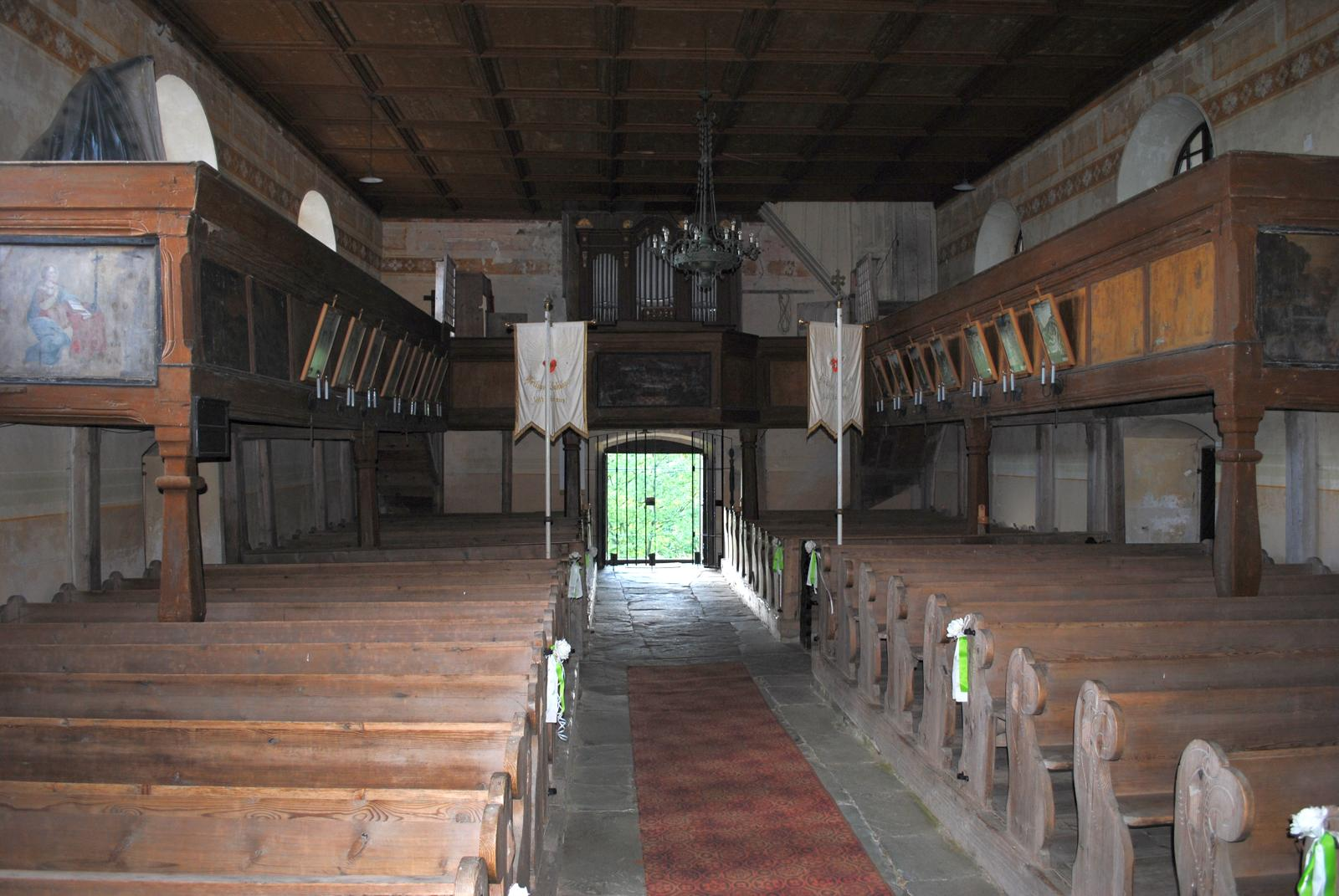
Pohled na vchod do kostela
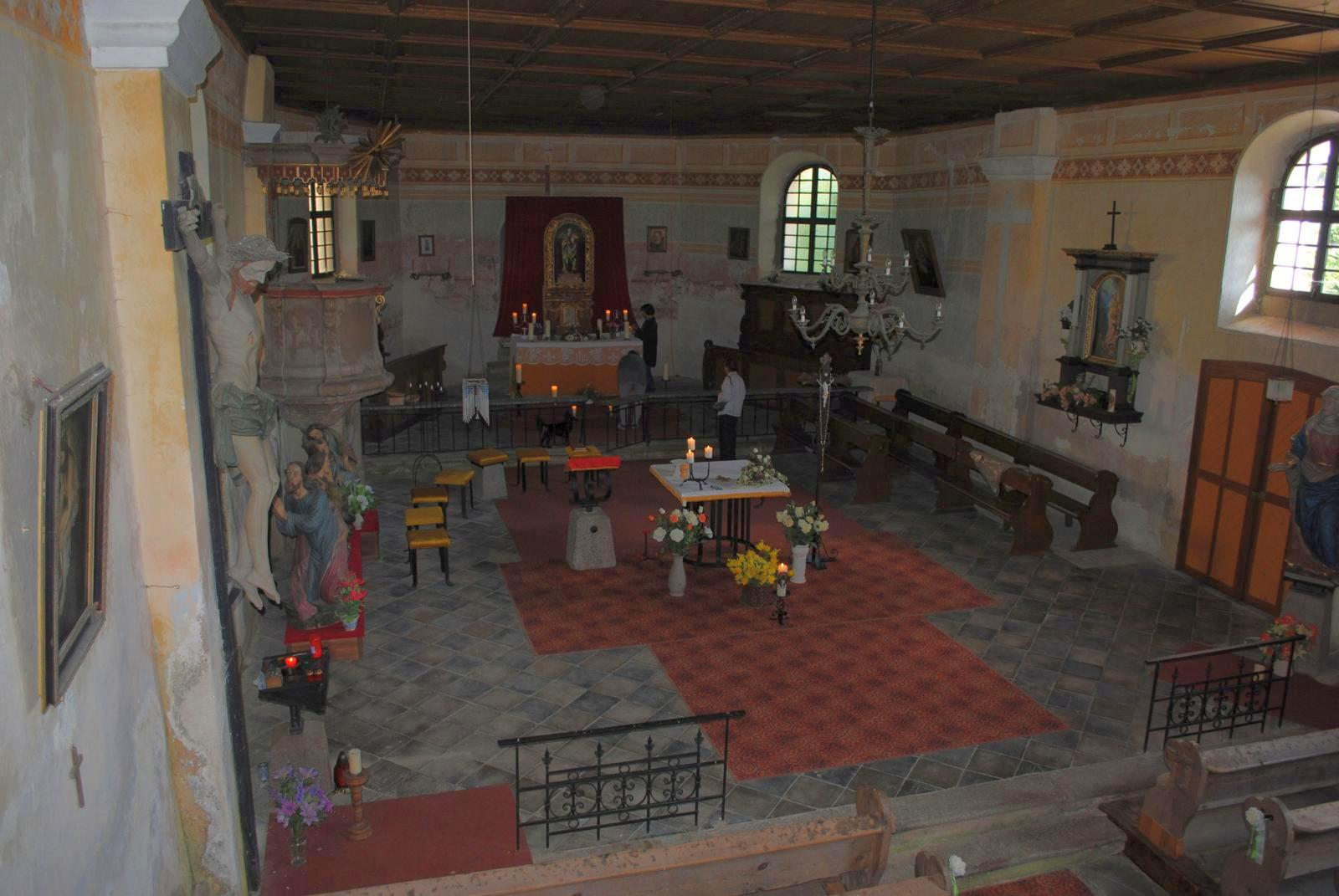
Interiér kostela
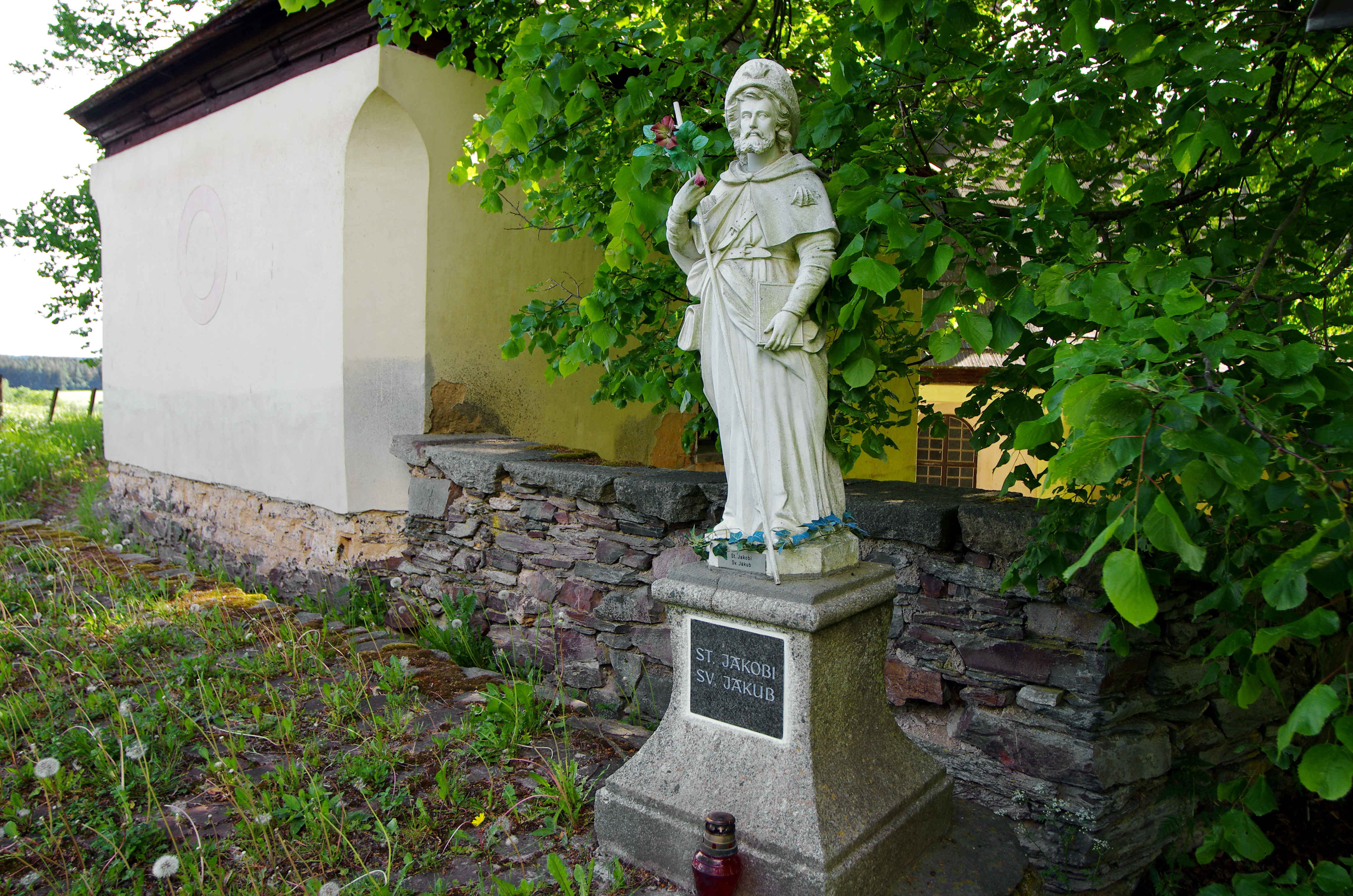
Socha sv. Jakuba Většího